# Nesopsar
Nesopsar là một chi chim trong họ Icteridae.